# Teenager of the Year
Teenager of the Year es el segundo álbum en solitario del músico y compositor estadounidense Frank Black, producido por Eric Drew Feldman. El álbum recibió en general buenas críticas. Las canciones más notables del álbum son: "(I Want to Live on an) Abstract Plain" y "Headache". 
El álbum número 2 en la lista de buscadores de calor de Billboard y 131 en la lista de Billboard 200 en 1994. El sencillo "Headache" tuvo el número 10 en las pistas de Rock moderno de Billboard ese año. Aunque originalmente no fue bien recibido, el registro ahora es extremadamente elogiado por críticos y fanáticos. Este álbum a menudo se cita como el punto culminante del catálogo de Francis después de Pixies,  y fue nombrado en los "100 mejores álbumes de los años 90" de Pitchfork.

## Lista de canciones
1. "Whatever Happened to Pong?" – 1:34
2. "Thalassocracy" – 1:33
3. "(I Want to Live on an) Abstract Plain" – 2:17
4. "Calistan" – 3:22
5. "The Vanishing Spies" – 3:37
6. "Speedy Marie" – 3:33
7. "Headache" – 2:52
8. "Sir Rockaby" – 2:54
9. "Freedom Rock" – 4:16
10. "Two Reelers" – 3:01
11. "Fiddle Riddle" – 3:29
12. "Olé Mulholland" – 4:41
13. "Fazer Eyes" – 3:36
14. "I Could Stay Here Forever" – 2:27
15. "The Hostess with the Mostest" – 1:56
16. "Superabound" – 3:10
17. "Big Red" – 2:41
18. "Space is Gonna do me Good" – 2:22
19. "White Noise Maker" – 2:42
20. "Pure Denizen of the Citizens Band" – 2:20
21. "Bad, Wicked World" – 1:57
22. "Pie in the Sky" – 2:13

## Personal
- Frank Black: voz, guitarra
- Eric Drew Feldman: bajo, teclados, sintetizadores
- Nick Vincent: batería, bajo en pista 11
- Lyle Workman: guitarra
- Joey Santiago: guitarra en pistas 8, 20, 21, 22, y guitarra rítmica en pista 15
- Morris Tepper: guitarra en pistas 11 y 17